# Ciutat de la Pilota
La Ciutat de la Pilota és un complex esportiu dedicat a la pilota valenciana localitzat a la ciutat de Montcada (Horta Nord).

## Història
Anunciada la seua construcció el gener de 2001 mitjançant un concurs d'idees per la Conselleria de Cultura i Educació el qual va guanyar l'equip d'arquitectes dirigit per Roberto Santatecla i Sara López, l'aleshores president de la Generalitat Valenciana Eduardo Zaplana anuncià que s'inauguraria el 2005 tot i que els retrassos en la seua construcció obligaren a allargar aquest termini en diverses ocasions fins que definitivament fou inaugurat (una primera fase i no el complex esportiu en la seua totalitat) el 6 de setembre de 2010, amb motiu de la celebració de l'Europilota 2010 al País Valencià.
El trinquet de la Ciutat de la Pilota, edificat en la primera fase de construcció, fou escenari de la gala inaugural del Campionat d'Europa de Pilota el 7 de setembre de 2010 i de la competició de galotxa.
S'hi jugà per primera vegada una partida d'escala i corda el 17 d'octubre de 2010, data de la final del Trofeu Individual Bancaixa d'aquell any en la qual Miguel guanyà a Soro III.

## Instal·lacions

### Trinquet
Es tracta de la primera instal·lació construïda del complex esportiu i que representen un salt qualitatiu en la concepció dels trinquets valencians, ja que el seu disseny en vidre per a la muralla de l'escala, els rebots i la careta permet augmentar la qualitat de les transmissions televisives. El color blau a la muralla (igual que al Trinquet del Genovés) millorant la visibilitat de la pilota i la seua capacitat de 1.500 d'espectadors el converteixen en un referent.

### Altres instal·lacions
Altres instal·lacions que amb les successives fases es construiran a la Ciutat de la Pilota de Montcada són:
- Dos frontons, un de 30 i l'altre de 25 metres
- Plaça central habilitada per a la pràctica de Joc internacional
- Sis galotxetes
- Carrer artificial per a la pràctica del joc a Llargues
- Minitrinquet (trinquet de menors dimensions)